# Biblioteca provinciale dei Carmelitani scalzi
La Biblioteca provinciale dei Carmelitani scalzi è una biblioteca ecclesiastica gestita dall'Ordine dei carmelitani scalzi, sita in via Canova 4 a Milano. È deputata alla conservazione di tutti i volumi antichi e di pregio (manoscritti, incunaboli, edizioni dei secoli XV-XVIII) provenienti dalle biblioteche dei conventi della Provincia Lombarda dei Carmelitani scalzi. 

## Storia
La Biblioteca provinciale nasce con la volontà di raccogliere in un unico luogo tutto il patrimonio librario appartenente alla Provincia religiosa di S. Carlo dei Carmelitani Scalzi. Viene istituita intorno agli anni 70 del XX secolo presso il convento di Piacenza fino a quando, nel 1992, il convento viene chiuso e la Biblioteca provinciale viene spostata a Milano presso il convento del Corpus Domini, dove ha anche sede la Curia Provinciale.
La Biblioteca provinciale conserva e custodisce al suo interno: manoscritti, incunaboli, edizioni dei secoli XVI-XVIII e circa 50.000 volumi moderni. Dal 2011, ha preso avvio un progetto di catalogazione, oggi ancora in corso e concordato con la Soprintendenza ai Beni Librari della Regione Lombardia, che ha come scopo la descrizione e la fruizione dell’intero patrimonio della biblioteca. Il progetto finora è progredito grazie ai finanziati della Conferenza Episcopale Italiana, ai bandi di Regione Lombardia per la valorizzazione di biblioteche e archivi e a una erogazione liberale della ditta CEMB di Mandello del Lario e a un contributo di Fondazione Cariplo.
La Biblioteca a partire dall’aprile 2017 è operativa sul Polo regionale lombardo del Servizio Bibliotecario Nazionale SBN e porta avanti progetti di digitalizzazione del proprio patrimonio librario.

## Patrimonio
Il fondo antico si articola in 3 sezioni: 
- 200 manoscritti, compresi tra XV-XX secolo, di cui due manoscritti liturgici medievali. I manoscritti sono quasi interamente descritti all'interno del sistema Manus-online
- 29 incunaboli, sono catalogati all'interno del progetto internazionale del CERL: Material Evidence in Incunabula
- 4.100 circa edizioni comprese tra XVI-XVIII secolo.

Il fondo moderno si articola in 3 sezioni:
- Studentato Teologico
- S. Lega Eucaristica
- Deposito centrale

Tutti i volumi del fondo moderno sono in fase di catalogazione e risultano ricercabili nel catalogo del Polo regionale lombardo SBN e nel Catalogo SBN nazionale.